# Australisk uggleskärra
Australisk uggleskärra (Aegotheles cristatus) är en australiensisk nattaktiv fågel i familjen uggleskärror.

## Utseende och läte
Australisk uggleskärra är den minsta nattlevande fågeln i Australien. Den är huvudsakligen gråbrun med stora ögon, rätt lång stjärt och långa borst i ansiktet. På huvudet syns tydligt ljust ögonbrynsstreck, mörka hjässband och ett mörkt band i nacken. Könen är lika, men honan har också en rostbrun form. Lätet är ett högljutt och kort "chew".

## Utbredning och systematik
Australisk uggleskärra delas in i två underarter med följande utbredning:
- A. c. cristatus – förekommer i Australien och på sydöstra Nya Guinea
- A. c. tasmanicus – förekommer på Tasmanien

Det råder viss förvirring huruvida George Shaw eller John White ska erkännas som artens auktor men förmodligen är Shaw korrekt.

## Levnadssätt
Australisk uggleskärra hittas i öppen och torr skog, busklandskap och mallee. På Nya Guinea förekommer den i savann, till skillnad från närbesläktade och likartade arter. Fågeln är nattaktiv och kan endast ses dagtid när den tittar fram ur håligheter där den vilar. Den lilla storleken och det faktum att ögonen reflekterar ljus ovanligt lite gör att den även kan vara svår att få syn på nattetid.

## Status
Arten har ett stort utbredningsområde och beståndet anses stabilt. Internationella naturvårdsunionen IUCN listar den därför som livskraftig (LC).

## Bilder

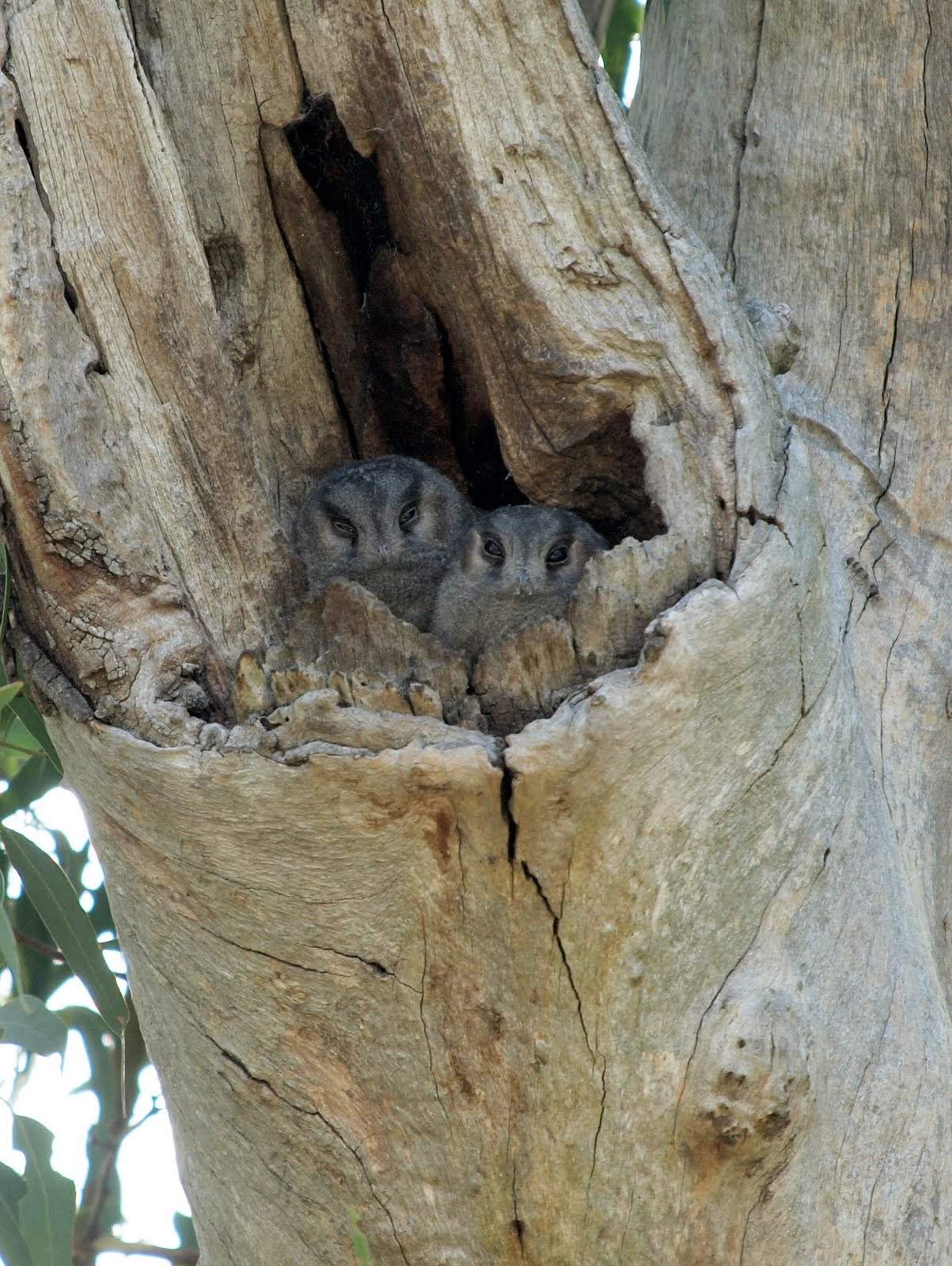
I boet
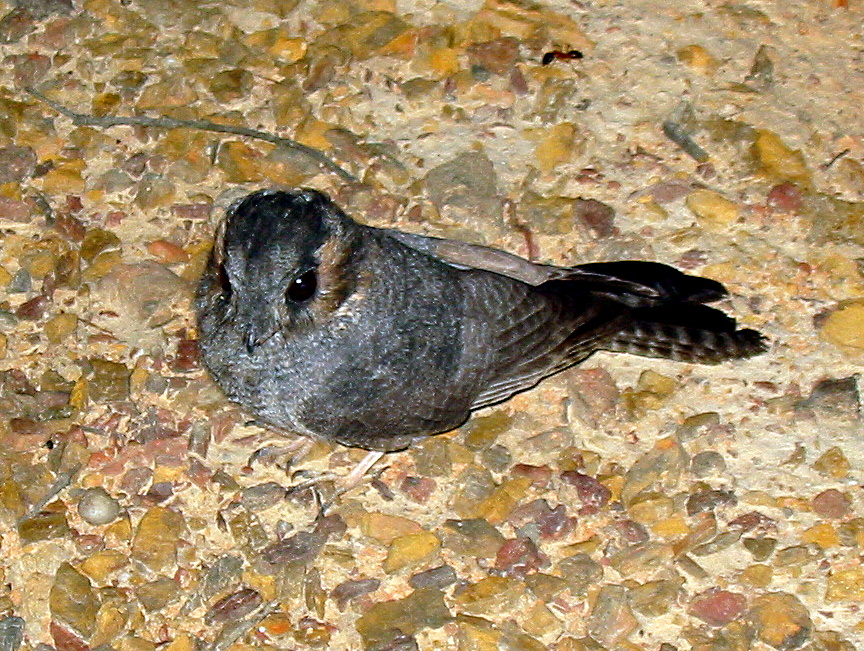